# 紐

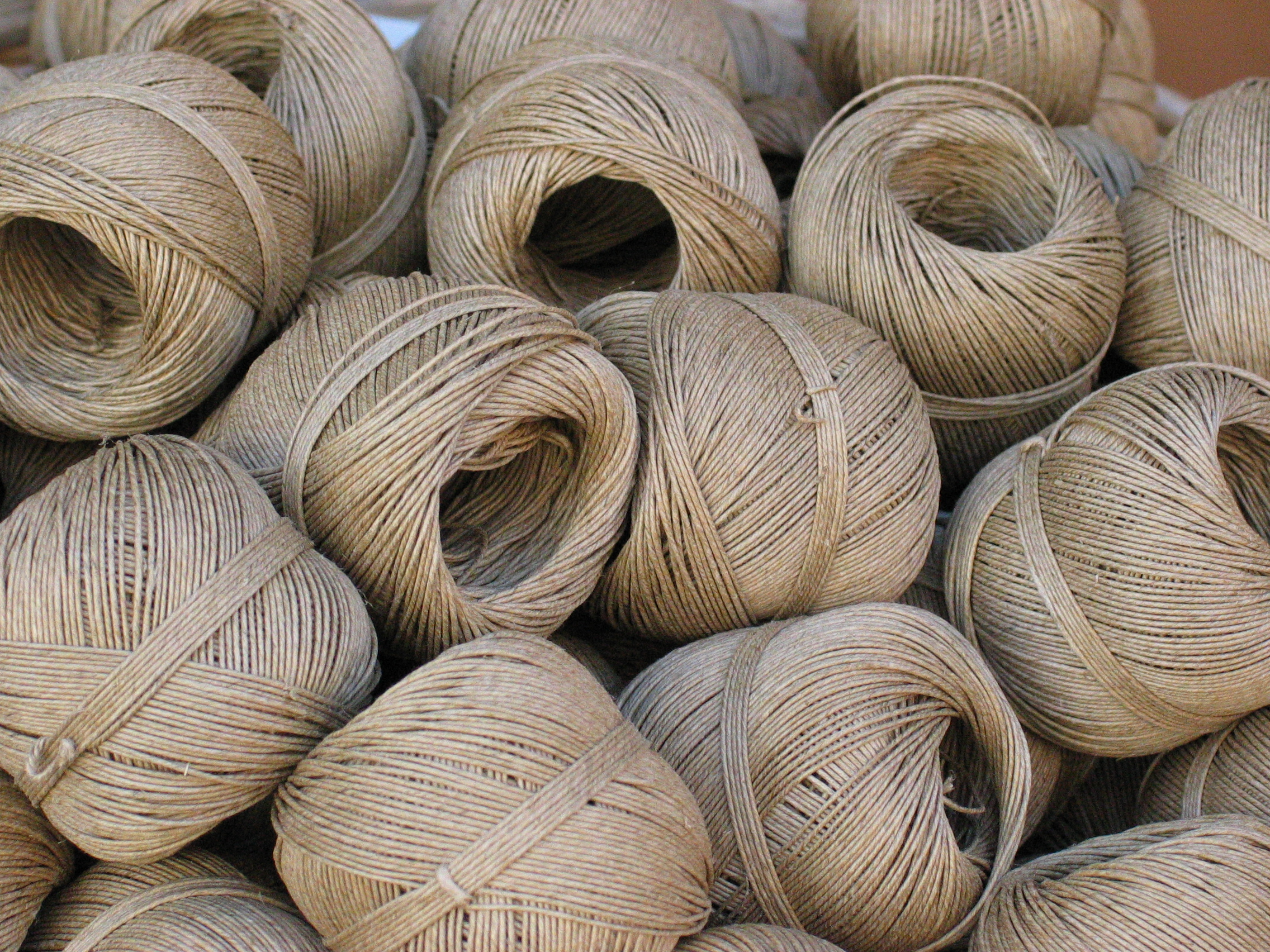
巻いて玉状にした紐

紐（ひも、twine）は、繊維を中程度の太さに束ねて細長くした加工品。またはそれを切り取った断片。

## 概要

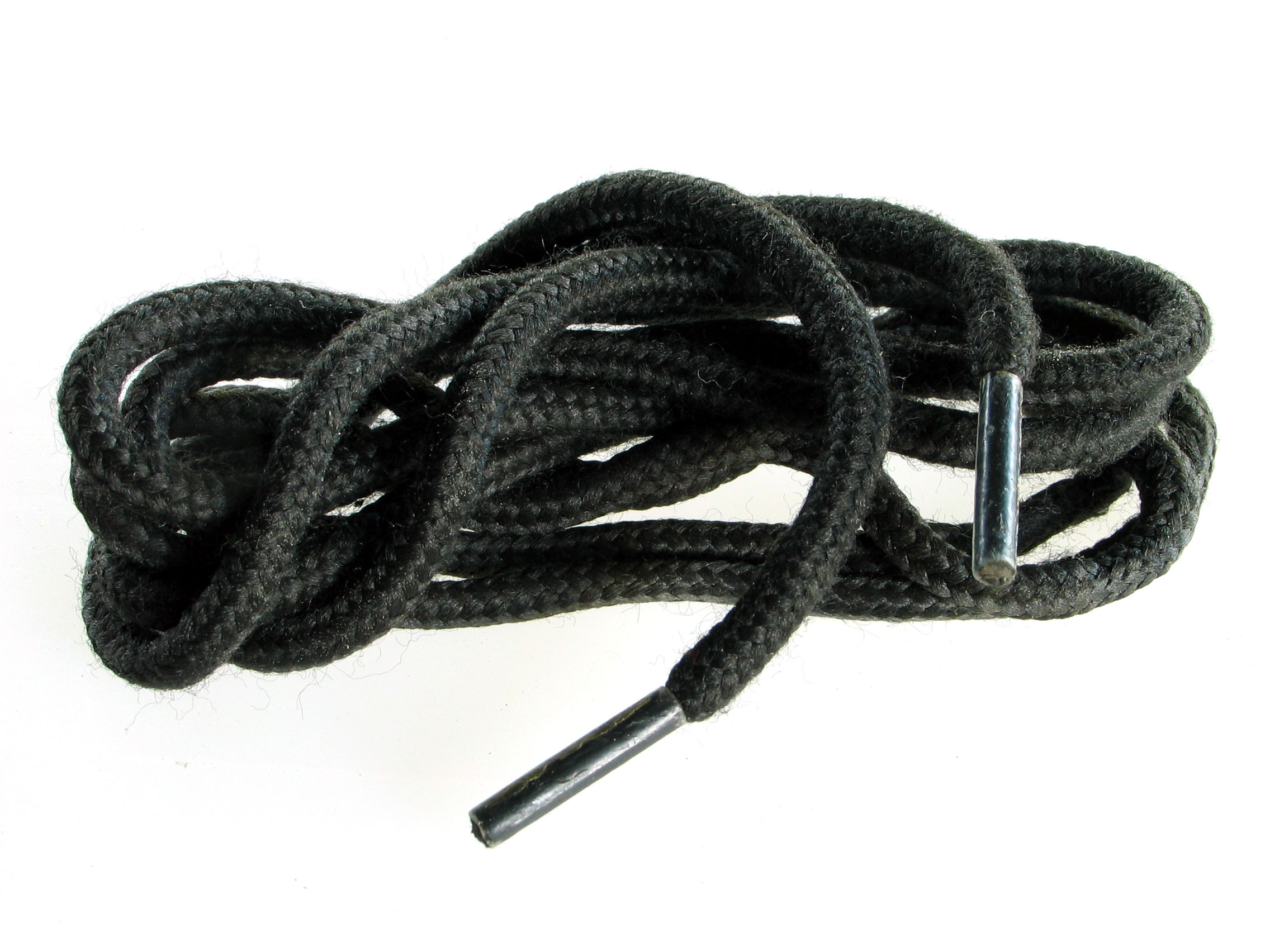
靴紐

繊維を束ねた品のうちの最も細いものは糸であるが、細すぎるためにものを結ぶためには実用的でない。紐は、それよりも多くの繊維を束ねており、太く、丈夫であるからものをしばったり結んだりするのに使われる。さらに強度が必要な場合には、より太い縄を使う。
糸を編み合わせたりして作る紐（組紐など）もあるが、現在では最初から紐の太さに加工してしまう例もある。たとえば俗にビニール紐とも呼ばれるポリプロピレン製のPP紐は廃品回収や荷造りなどの結束に用いられる。紙紐は紙テープを細長くまとめてある。芯にゴムを用いて伸び縮み可能にしたのがゴム紐である。
殺人事件で紐が使われたと思われるが断定に至らないとき、報道では「紐のようなもの」と表現される。

## 材質

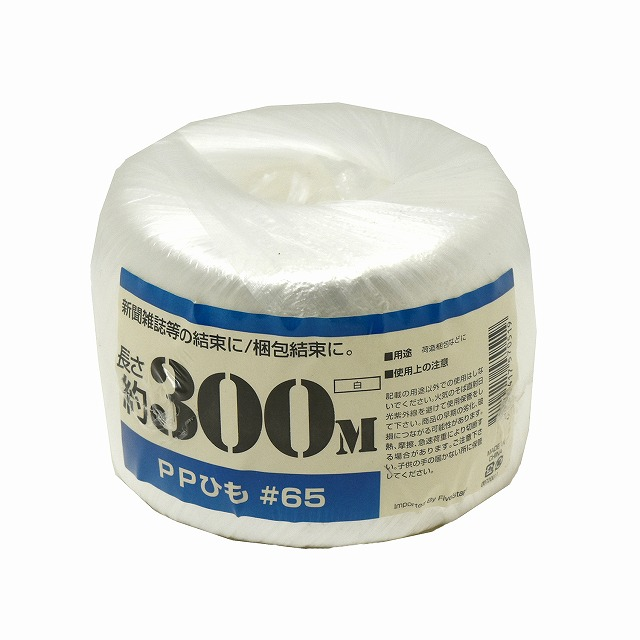
ポリプロピレン製のフィルムを畳んでテープ状にし、玉巻形状に巻き仕上げた俗称"玉巻紐（たままきひも）"、PPひもとも呼ばれる。
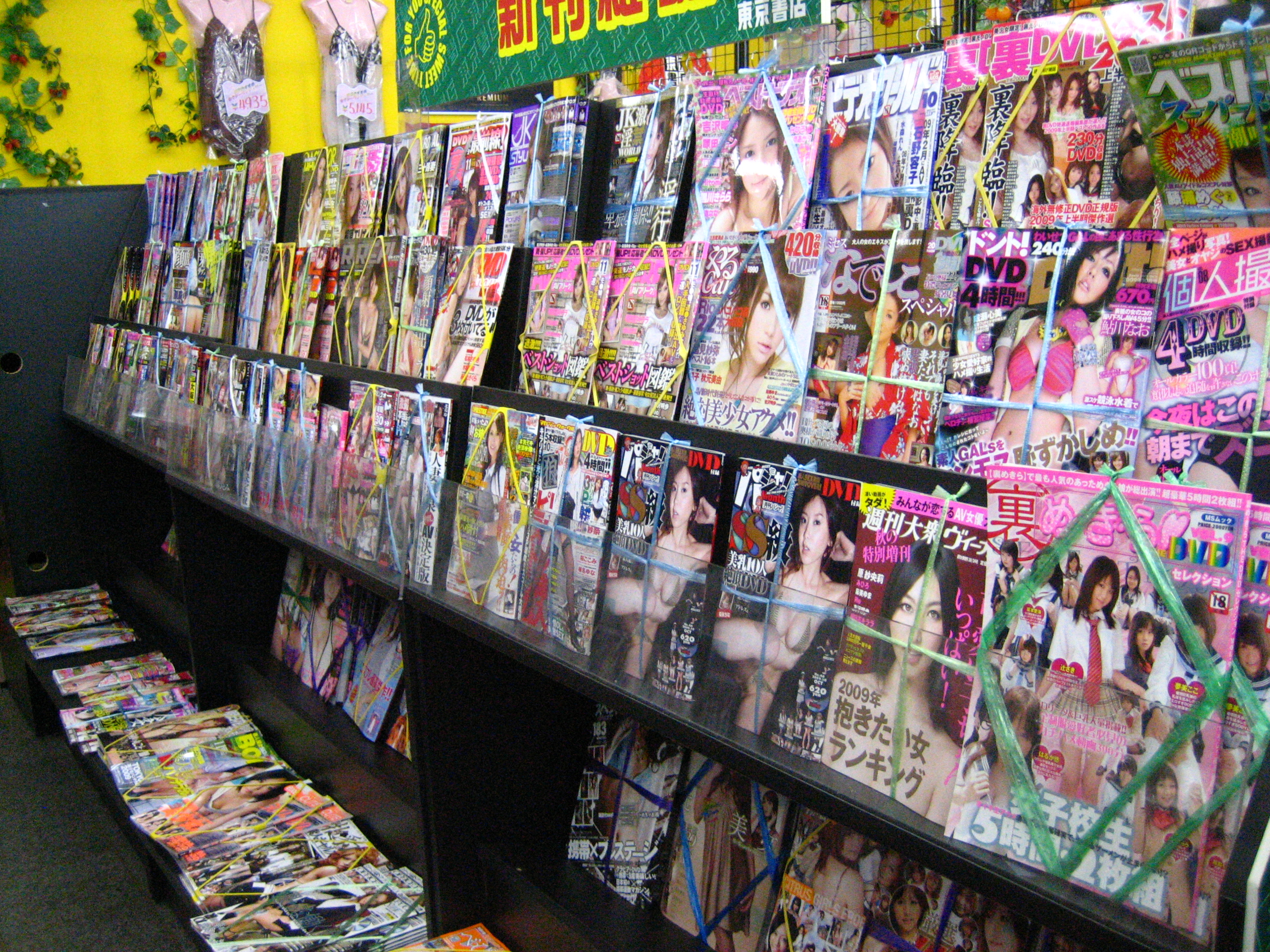
合成樹脂テープで縛られた雑誌

- 木綿 - 合成樹脂が一般化する前に、最も広く使われていた。
- 麻 - 結束用として、農業用などに使われることが多い。
- 絹 - 細くても強く、手触りや光沢がよいため、工芸品に使われる。
- ポリプロピレン(PP) - 現在、結束用としてもっとも広く使用されている。ノズルから吹き出したものを引っ張ったままの平たいものや、複数の紐を編み合わせたものがある。
- ナイロン - 高い引張り強さ、水濡れに対する強さ、着色による意匠製を持ち、スポーツ用品、衣料などに用いられる。
- 紙 - クラフト紙をよって作る。紙紐は、水に濡れると弱くなる欠点があるが、細くても一定の引張り強さがあり、ひねってから左右に強く引っ張ると道具を使わずに切ることができるため、郵便局が配達する郵便物を束ねるためなどに使われている。
- ゴム - 伸縮性に富む。多くは単独ではなく、木綿やナイロンなどと組み合わせて作られる。

## ファッション

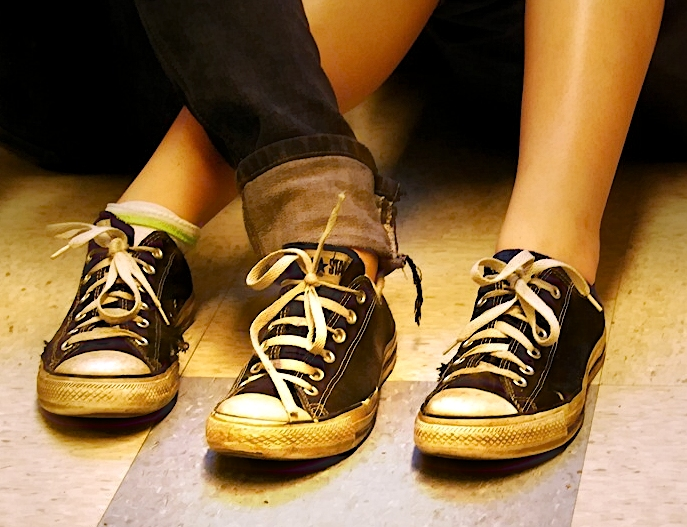
紐靴

紐を用いて調節を行うタイプの靴は「紐靴」と呼ばれる事もあり、この種の紐は靴紐と呼ばれる。
また、上着のウエスト調整やフードの調整に用いられるほか、対応サイズに幅のあるスウェットパンツなどのイージーパンツのウエスト調整や、カーゴパンツやクロップトパンツの裾を絞るのにも用いられ、これらはドローコードと呼ばれる。
ズボンやスカートを留めるためにウエスト部分に付けたサスペンダーは「吊り紐」と呼ばれ、紐吊りのスカートなどといわれている。通常スカートの紐といえば、ウエストを締めるベルトではなく、吊り紐のことを表す場合が多い。
ネクタイのなかで、長いボウタイや細いリボンタイ、またはポーラー・タイなどは「紐ネクタイ」と呼ばれる場合がある。
他には、髪をまとめるために使われる丸打ちのゴムひもなどもある。

## 比喩表現
- 独身に見える女性を手繰っていくとつながっていることから、比喩的に、女性を働かせて金を貢がせたり、収入をあてにしたりする男性を「紐」と呼ぶ。
- 将棋において、盤上の駒のある場所に味方の駒が動けることを駒同士が紐でつながっていると見立てて「ひもが付いている」という。